# Amt Linn

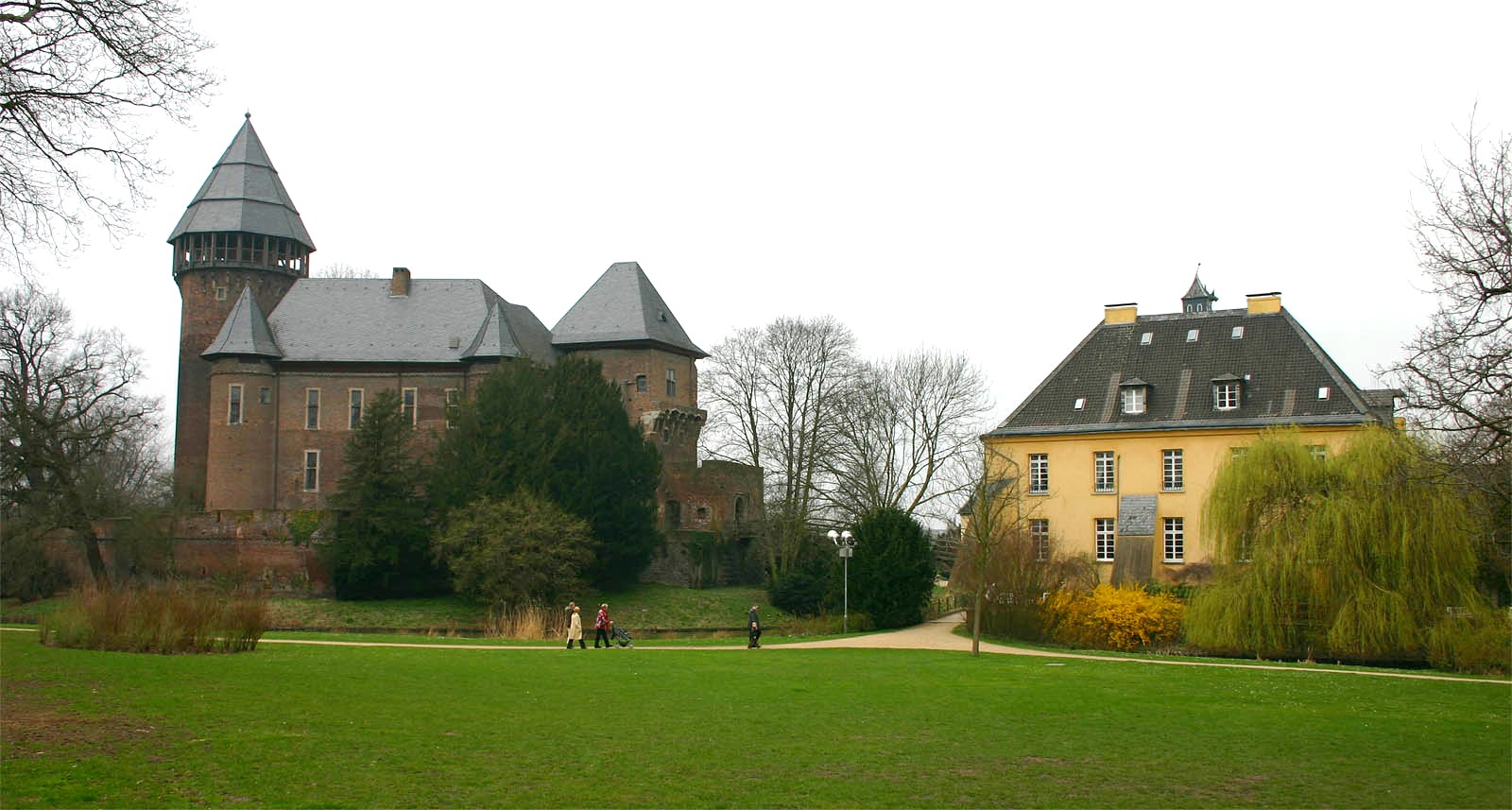
Burg Linn mit angrenzendem Jagdschlösschen

Das Amt Linn war vom Ende des 14. bis zum Ende des 18. Jahrhunderts ein Verwaltungs- und Gerichtsbezirk im Kurfürstentum Köln. Nach dem Tode des letzten Grafen von Kleve gelang es nach jahrelangen Auseinandersetzungen und mit großem finanziellen Aufwand das erzstiftische Lehen zurückzuerwerben.

## Besitzer vor Übergang an Kurköln
Um 1170/80 besaßen die Herren von Linn auf einem künstlich angelegten Erdhügel einen steinernen Wohnturm (Motte) mit Nebengebäuden. Nach dem Erwerb des Allodiums (vor 1188) durch Erzbischof Philipp I. von Heinsberg, der es als Lehen zurückgab, wurde die Burganlage weiter ausgebaut. Nach dem Aussterben der Herren von Linn 1264 ging der Besitz in der zweiten Hälfte des 13. Jahrhunderts als erzstiftisches Lehen an die Grafen von Kleve. Ein weiterer Ausbau der Burg mit Mauer, Tor- und Ecktürmen erfolgte. Bei einem Treffen Erzbischof Wigbolds mit Dietrich von Kleve 1299 auf Burg Linn wurde die Burg als castrum und Graf Dietrich als Lehnsmann des Erzbischofs bezeichnet.
Burg Linn wurde Amtssitz des Amtmanns, der seit 1304 diesen Titel führte. Die unmittelbar an die Burg anschließende Stadt erhielt um 1314 Stadtrechte und ein Schöffengericht.
Organisation und Verwaltung des Amtes Linn wurden um die Mitte des 14. Jahrhunderts von Johann von Kleve ausgeführt. Ein Amtmann war als Vertreter des Landesherrn eingesetzt, ein Kellner war für die Verwaltung der Einkünfte verantwortlich.

## Kurkölnisches Amt Linn

### Erwerbung
Als nach dem Tode des Grafen 1368 Burg und Amt Linn an das Erzstift zurückfielen, verweigerte die Gräfin, unterstützt von ihrem Amtmann Heinrich von Strünkede, die Herausgabe. Erst nach langen kriegerischen Auseinandersetzungen verzichtete die Gräfin auf Linn, doch Heinrich von Strünkede, der Pfandherr von Linn, war nur zur Übergabe bereit, wenn ihm die im Dienste der Gräfin entstandenen Unkosten erstattet würden.
1388 erwarb der Kölner Erzbischof Friedrich von Saarwerden Burg, Stadt und Land Linn. Er verpflichtete sich dem Amtmann Heinrich von Strünkede seine Unkosten zu bezahlen, die er im Dienste der verstorbenen Gräfin von Kleve erlitten hatte und bestallte ihn zum Amtmann von Liedberg. Als Bürgen für die an Heinrich von Strünkede zu zahlenden Gelder setzte er seine Amtleute ein, darunter Tilgin von Bremt, den Amtmann von Uerdingen, der 1388 erster kurkölnischer Amtmann in Linn wurde.
1392 wurde die Zugehörigkeit des Amtes Linn zu Kurköln in einem Vertrag mit dem Grafen von Kleve festgelegt. Seitdem befanden sich Burg, Stadt und Amt Linn endgültig in kurkölnischem Besitz.

### Amtsgebiet
Zum Amtsgebiet gehörten
Stadt Linn mit der Burg,
Honschaften und Kirchspiele diesseits und jenseits des Bruches, die seit dem 17. Jahrhundert als die Honschaften über Busch, zusammengefasst unter Große Honschaft, und Honschaften diesseits des Rheins bezeichnet wurden.
- Große Honschaft:

Kirchspiel Willich mit Hardt, Streithoven und Kraphausen,
Kirchspiel Osterath,
Honschaft Bösinghoven und Ossum,
Kirchspiel Bockum (Gertrud-Bockum) mit den Dörfern Bockum und Glindholz, die eine Honschaft bildeten,
Honschaft Oppum,
Kirchspiel und Honschaft Fischeln,
- Honschaften diesseits des Rheins:

Honschaft Stratum, mit Gellep, Heulesheim,
Kirchspiel Lank und Latum,
Honschaft Langst und Kierst,
Honschaft Strümp,
Honschaft Ilverich,
Kirchspiel Büderich,
Kirchspiel Heerdt.
Im Amtsbezirk lagen mehrere ursprünglich klevische Rittersitze, die vom Kölner Erzbischof zu Lehen gingen. Haus Sollbrüggen und Haus Neuenhoven, Haus Latum wie auch Haus Gripswald, vormals Gut Ossum, waren Lehen des Kölner Erzbischofs. In Fischeln gab es mindestens fünf Freihöfe, Plattenhöfe genannt, die als Diensthöfe bezeichnet wurden. Zwei von ihnen, der Hof Grafschaft und der Buscher Hof gehörten wie der Hengsthof in Lank und die beiden Stadttürme Bakenhof und Issumer Turm zu den Linner Burglehen.
In Nierst besaß das Kloster Meer eine Grundherrschaft.

### Burg Linn als Amtssitz
Die stark befestigte Burg, die unmittelbar an die Stadtbefestigung anschloss, blieb Sitz des Amtmanns, der Kellnerei und des Gerichtes. Die Anlage der von Mauern und Gräben umgebenen Stadt mit drei Toren und den beiden Türmen an der östlichen Ecke der Stadtmauer zeigt ihre militärische Aufgabe, die in der Verteidigung der Burg bestand.

### Aufgaben des Amtmanns
Die Aufgaben und Pflichten des Amtmanns als Vertreter des Landesherrn waren in der Bestallungsurkunde festgelegt. 1388 verpflichtete sich der Amtmann
- Burg, Stadt, Amtsbezirk und Einwohner zu beschützen
- die Rechte der Bewohner zu achten und nur erforderliche Dienste anzuordnen
- die Straßen zu schützen
- für die Besatzung und Verteidigung der erzbischöflichen Burg Sorge zu tragen, die Burgbesatzung und die Besatzung der Stadttore zu unterhalten und zu beköstigen, wofür ihm Einkünfte aus dem Amt zugewiesen wurden
- auf Anordnung des Kellners die landesherrlichen Steuern einzuziehen, die er nicht behalten durfte
- von den Gerichtsstrafen nur den ihm zustehenden Anteil zu nehmen.[4]

### Aufgaben des Kellners
Der Kellner, der auf der Burg wohnte, war zuständig für die Verwaltung der landesherrlichen Einkünfte an Naturalien und Steuern wie Schatzgeld und Bede, er war verantwortlich für den Unterhalt des Burgpersonals sowie die Instandhaltung der Burg und der Wirtschaftsgebäude. Er erstellte jährlich ein Register der landesherrlichen Einkünfte. Die älteste überlieferte Kellnereirechnung ist aus dem Jahre 1432.

### Gericht
Der Schultheiß als Vorsitzender des Gerichtes sprach mit den Schöffen Recht. Das Gericht mit Nieder- und Hochgericht führte nach dem Übergang an Kurköln seit 1391 ein neues Schöffensiegel, das auch als Siegel für die Dingstühle Lank, Büderich, Heerdt, Willich und Bockum, die kein eigenes Siegel führten, benutzt wurde.

### Verpfändungen
1446 ernannte Erzbischof Dietrich von Moers Johann von Hoemen zum Amtmann und verpfändete ihm erblich Burg, Stadt und Amt Linn. Dieser verzichtete 1469 gegen eine Abfindung. Um seine Palliengelder an den Papst zahlen zu können, hatte Erzbischof Ruprecht von der Pfalz Kleinode verpfändet, die Edward Vogt zu Bell 1469 einlöste. Die Rückzahlung der Schuldsumme erfolgte aus Einkünften des Amtes Linn.

### Doppelamt Linn-Uerdingen vom 16. bis zum 18. Jahrhundert
Nach der Erwerbung Linns wurde das Amt mehrmals mit anderen Ämtern zusammen verwaltet. 1388, 1401 und 1406 zusammen mit dem Amt Uerdingen, 1409 zusammen mit Kempen, 1415 mit Uerdingen und Kempen. In den folgenden Jahrzehnten hatten die Ämter unterschiedliche Pfandherren.
Seit Mitte des 16. Jahrhunderts waren in der Regel die Ämter Linn und Uerdingen in Personalunion verbunden. Drei kurfürstliche Beamte mit getrennten Wohnsitzen, Amtmann, Kellner und Schultheiß, verwalteten die beiden Ämter. In wenigen Fällen übernahmen sie gemeinsame Aufgaben.
Im 17. und 18. Jahrhundert wurden die Grenzbegehungen für die Ämter Linn und Uerdingen von Amtmann, Kellner, Schultheiß und Schöffen vorgenommen und protokolliert.
Auch bei der Befahrung des Rheins zur Kontrolle der Uferbefestigung und der Deiche traten sie gemeinsam auf.
Die Honschaften hatten die geforderten Dienste zu leisten. In dem an den Rhein grenzenden Amt Linn bestand die Hauptaufgabe darin, die durch das Rheinhochwasser verursachten Schäden, Überschwemmungen mit großen Landverlusten, zu mindern. Die Deiche wurden ausgebessert, Kribben angelegt und die Ufer bepflanzt. Weitere Hand- und Spanndienste waren zu verrichten, darunter Brandholzfuhren auf die Burg Linn, Transport des kurfürstlichen Gepäcks zur Burg Linn und der Transport mit Schiffspferden von Gütern, die der Kurfürst aus dem Amte Linn verschiffen ließ.
In den Honschaften übernahmen die Honnen das Einziehen der seit dem 17. Jahrhundert zu bezahlenden Simplen als landesherrliche Steuer und rechneten mit dem Kellner ab.
Der Amtmann, der für die Durchsetzung der kurfürstlichen Befehle verantwortlich war, wohnte auf seinem privaten Wohnsitz und ließ sich zumeist durch einen Amtsverwalter, der in Uerdingen wohnte, vertreten.
Seit dem 16. Jahrhundert wurden durch Amtmann oder Amtsverwalter Amtsverhöre für zivile Streitigkeiten durchgeführt, die im Amte Uerdingen-Linn an verschiedenen Orten stattfanden.
Der Schultheiß wohnte in Uerdingen. Dort tagte das Gericht für beide Ämter, das mit Schultheiß, Schöffen und einem Gerichtsschreiber besetzt war. Für beide Ämter waren drei bewaffnete Landboten tätig, die Polizeigewalt ausübten. Im 18. Jahrhundert hatte die Schultheißenfamilie Erlenwein eine bedeutende Machtposition, da sie seit 1731 auch die Stelle des Amtsverwalters innehatte.
Der Kellner wohnte in der Vorburg von Schloss Linn. Die Kellnereirechnungen von Linn und Uerdingen wurden zusammen bei der Hofkammer in Bonn vorgelegt.
Anfang des 18. Jahrhunderts wurde die Burg durch mehrere Brände unbewohnbar. Der militärische Wert des Schlosses war dadurch stark gesunken. Als Ausgangspunkt für Jagden in den ausgedehnten Waldungen des Amtes Linn ließ Kurfürst Clemens August um 1740 in der Vorburg ein Gebäude errichten, das ihm als Jagdschlösschen diente. Das Amt Linn behielt lediglich wegen der landesherrlichen Einkünfte Bedeutung für den Kurfürsten.
Nach dem Einmarsch der französischen Revolutionstruppen 1794 wurde das kurkölnische Amt Linn aufgehoben und eine Zivilverwaltung für die besetzten Gebiete durch die französischen Behörden eingerichtet. Das Gebiet des Amtes kam 1798 zum Arrondissement Krefeld des Rur-Departements und wurde in Kantone sowie Mairien gegliedert. Seit 1816 gehörte das Gebiet zu den preußischen Kreisen Krefeld und Neuß.

### Liste der Amtmänner
- 1388 Tilmann von Brempt
- 1401 Friedrich von Moers
- 1404 Johann von Reifferscheid
- 1415 Wilhelm Sohn zu Wevelinghoven
- 1446 Johann von Hoemen
- 1469 Edward Vogt zu Bell
- 1520 Johann Haes von Konradsheim
- 1528 Ambrosius von Viermund
- 1545 Degenhard Haes von Konradsheim, Johanns Sohn[13]
- 1586 Ludwig von Lülsdorf
- 1607 Heinrich von Lülsdorf
- 1611 Werner Quad zu Buschfeld
- 1625 Ludwig von Lülsdorf, Sohn Heinrichs
- 1654 Wilhelm Christoph von Linzenich zu Schakum
- 1668 Wolfgang Günther von Norprath
- 1686 von Zweifel, Administrator
- 1687 Franz Friedrich von Norprath
- 1690 Heinrich Ferdinand von Bernsau Administrator
- 1693 Franz Friedrich von Norprath
- 1703 Heinrich Ferdinand von Bernsau Administrator
- 1705 Franz Friedrich von Norprath
- 1705 Heinrich Ferdinand von Bernsau
- 1715 Franz Arnold von Hersel
- 1747 Clemens August von Hersel